# Мороз Олег Романович

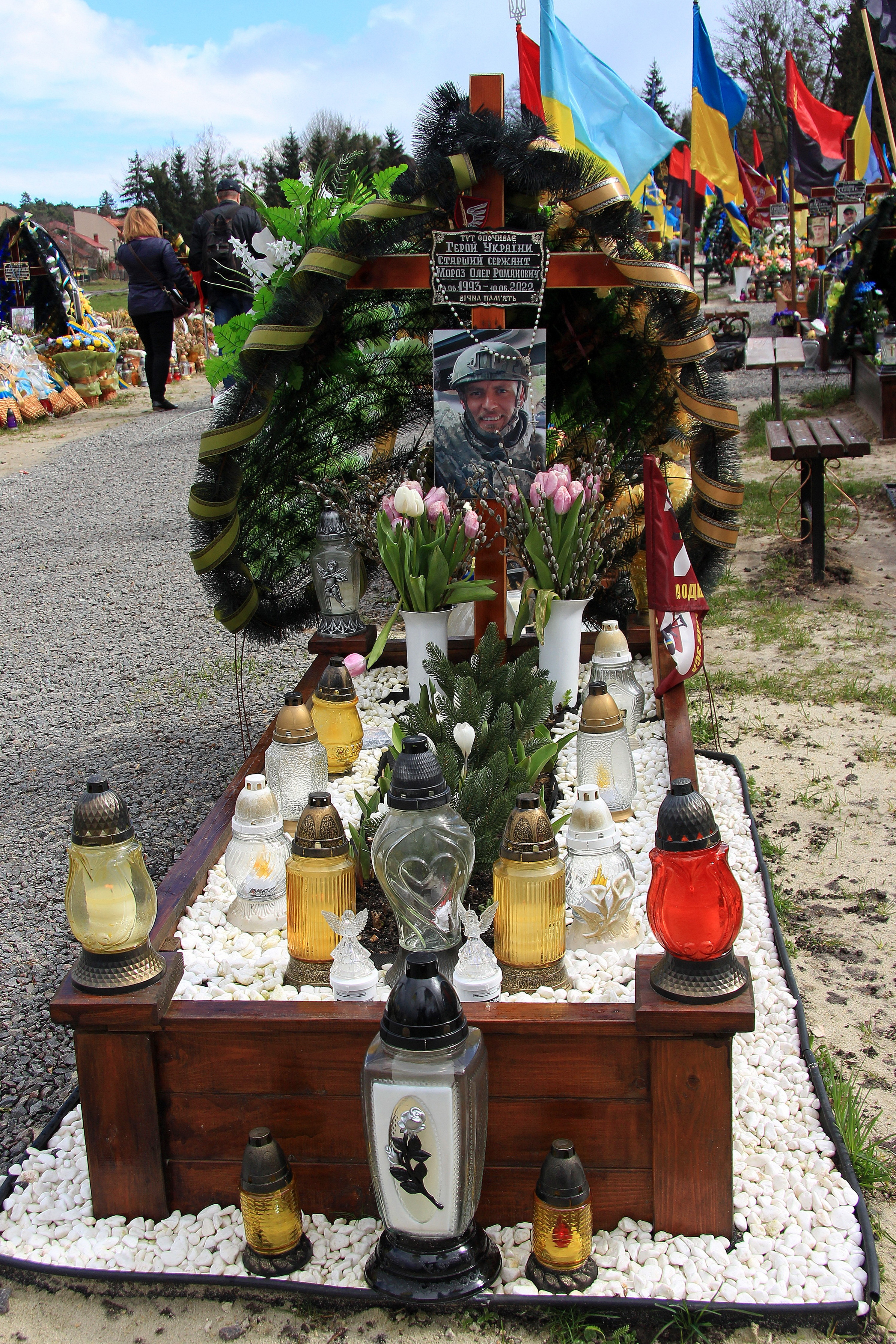

Олег Романович Мороз (8 червня 1993, м. Миколаїв, Україна — 10 червня 2022) — український військовослужбовець, головний сержант (посмертно)[джерело?] Збройних Сил України, учасник російсько-української війни.

## Життєпис
Народився 8 червня 1993 року в м. Миколаєві.
Після завершення навчання проходив військову службу в 79-й окремій аеромобільній бригаді.
Під час оборони Донецького аеропорту отримав поранення, однак повернувся на фронт.
З перших днів російського вторгнення в Україну воював на території Донецької та Луганської областей. Позиції 79-ї бригади були розташовані на березі річки Сіверський Донець, а лівим флангом упиралися в кордон. Коли росіяни почали наступ, бригада ризикувала потрапити в оточення і отримала команду на відхід. Проте перед відходом українські війська мали затримати переправу росіян через міст. Міст був замінований, але артобстрілом перебило дроти і підрив не спрацював. 29-річний головний сержант інженерно-саперного взводу Олег Мороз викликався добровольцем, завів на міст автомобіль з вибухівкою із радіокерованим підривом, і неушкодженим вийшов, після чого міст підрвали. За цю операцію Олег отримав звання Героя України.
Загинув 10 червня 2022 року у бою під Слов’янськом.
24 червня 2022 року похований в м. Львові на Личаківському цвинтарі.
Залишилися батьки та сестра.

## Нагороди
- Звання «Герой України» з врученням ордена «Золота Зірка» (10 березня 2022) — за особисту мужність і героїзм, виявлені у захисті державного суверенітету та територіальної цілісності України, вірність військовій присязі[3];
- Орден «За мужність» III ст. (1 липня 2022, посмертно) — за особисту мужність і самовіддані дії, виявлені у захисті державного суверенітету та територіальної цілісності України, вірність військовій присязі[4];
- нагрудний знак «За зразкову службу», «Учасник АТО»;
- пам'ятний знак «За воїнську доблесть».